# Kamen (volcan)
Pour les articles homonymes, voir Kamen.
Le Kamen, en russe : Камень, est un stratovolcan situé dans le Sud de la péninsule du Kamchatka, dans l'Est de la Russie. Entouré par le Klioutchevskoï et le Bezymianny, il appartient au groupe volcanique du Klioutchevskoï.
Avec ses 4 579 mètres d'altitude, il est le deuxième plus haut sommet de la péninsule du Kamtchatka, derrière le Klioutchevskoï (4 835 m).
Il y a environ 1 200-1 300 ans, un glissement de terrain s'est produit sur la flanc oriental du volcan et une énorme avalanche de 4 à 6 km3 de débris a parcouru plus de 30 km en direction du sud-est.